# 奥寺敬
奥寺 敬（おくでら ひろし、1955年10月 - ）は、日本の医学者。専門は、救急医学・集中治療医学・脳神経外科学・危機管理学。学位は、博士（医学）。
中部国際医療センター救急部門集中治療部部長。富山大学名誉教授、福島県立医科大学特任教授。

## 来歴
信州大学医学部医学科卒業後、同大学脳神経外科学教室初代教授杉田虔一郎に師事、脳神経外科手術、手術機器開発として手術室用CTシステム、開頭術中赤外線画像計測等を開発、同時期に研修会やセミナーの創設・運営を学ぶ。『開頭手術用定位脳手術装置の開発』で学位（博士）（指導教授は同教室第二代教授小林茂昭）。

## 略歴
- 1955年10月 - 大阪府豊中市生まれ
- 1968年3月 - 杉並区立第二小学校卒業
- 1968年4月 - 杉並区立東田中学校入学
- 1971年3月 - 小平市立第四中学校卒業
- 1974年3月 - 東京都立立川高等学校卒業
- 1981年3月 - 信州大学医学部医学科卒業
- 1981年4月 - 信州大学医学部附属病院脳神経外科
- 1981年10月 - 長野赤十字病院脳神経外科
- 1982年4月 - 信州大学医学部附属病院脳神経外科
- 1982年5月 - 篠ノ井総合病院脳神経外科
- 1982年7月 - 信州大学医学部附属病院脳神経外科
- 1982年10月 - 小林脳神経外科・神経内科病院脳神経外科
- 1983年4月 - 小諸厚生総合病院脳神経外科
- 1984年4月 - 国立松本病院脳神経外科
- 1985年4月 - 信州大学医学部附属病院脳神経外科
- 1985年10月 - 諏訪赤十字病院脳神経外科
- 1987年10月 - 国立松本病院脳神経外科
- 1989年10月 - 昭和伊南総合病院脳神経外科
- 1991年4月 - 小諸厚生総合病院脳神経外科
- 1993年4月 - 信州大学医学部附属病院救急部講師・副部長
- 1998年4月 - 信州大学医学部附属病院救急部助教授・副部長
- 2001年8月 - 信州大学医学部救急集中治療医学講座助教授、信州大学医学部附属病院救急部副部長
- 2003年9月 - 富山医科薬科大学医学部危機管理医学（救急・災害医学）講座教授、富山医科薬科大学附属病院救急部部長
- 2005年4月 - 富山大学医学部危機管理医学（救急・災害医学）講座教授、富山大学附属病院救急部部長
- 2012年6月 - 富山大学医学部危機管理医学（救急・災害医学）講座教授、富山大学附属病院地域救命救急センター長
- 2012年7月 - 富山大学医学部危機管理医学（救急・災害医学）講座教授、富山大学附属病院災害・救命センター長
- 2021年3月 - 富山大学を定年退職
- 2021年4月 - 富山大学名誉教授・危機管理医学講座客員教授
- 2022年10月 - 富山大学名誉教授・危機管理医学講座客員教授、福島県立医科大学特任教授
- 2023年4月 - 中部国際医療センター救急部門集中治療部部長、富山大学名誉教授・学術研究部医学系特別研究教授、福島県立医科大学特任教授

## 逸話
信州大学医学部附属病院救急部教官当時、1994年6月の松本サリン事件を医療サイドで経験、自宅は現場の至近であり被災地域でもある。この事件を契機として救急・災害医学の研究に着手。サリンが神経ガスであることより神経蘇生、神経救急集中治療学などの概念を考案。1995年、日本医師会最高優功賞を受賞。またこの神経ガステロへの対応経験が評価され、1998年長野市開催の第18回長野オリンピック冬季競技大会の医療救護ディレクターに指名された。長野オリンピックの前大会である1996年アトランタオリンピックの医療救護の現地視察に派遣され、現地でFEMAやCDCのオリンピック医療への参画、トリアージの運用と、医師スタッフ採用基準であった二次心肺蘇生法（ACLS）などに触発され、第18回長野オリンピック冬季競技大会の医療救護ディレクターとして大会運営にあたり、直後より災害医療の研究に着手する契機となった。1998年国際オリンピック委員会(IOC:International Olympic Committee)よりオリンピック功労賞（Olympic Merit）を受賞した。（2003年富山県下救急救命士会　特別講演「富山医科薬科大学、救急・災害医学講座のめざすもの」より）

## 学会活動
以下の学会を会長、世話人として主催
- 第15回日本救急医学会東海地方会総会（1998年9月12日、松本市、松本市勤労者福祉センター）
- 第15回日本救急医学会東海地方会学術集会（1999年2月13日、松本市、長野県松本文化会館）
- 第18回日本神経救急学会総会・学術集会（2004年6月18-19日、富山市、富山全日空ホテル）
- 第19回日本脳死・脳蘇生学会総会・学術集会（2006年6月2-3日、富山市、富山国際会議場）
- 第1回全国ドナーコーディネーター研修会（2006年6月2日、富山市、富山国際会議場）
- 第7回日本救急医学会中部地方会（2008年5月18日、富山市、富山大学黒田講堂）
- 第2回日本医療教授システム学会総会・学術集会（2010年2月14-16日、東京都、学術総合センター）
- 1st International Meeting on Instructional Systems in Healthcare（2010年2月16日、富山市、富山全日空ホテル）
- 第9回日本臨床高気圧酸素・潜水医学会総会・学術集会（2012年6月1-2日、富山市、名鉄トヤマホテル・富山国際会議場）
- 第19回日本脳神経外科救急学会総会・学術集会（2014年1月10-12日、富山市、富山国際会議場）
- 第18回日本臨床救急医学会総会・学術集会（2015年6月4-6日、富山市、富山県民会館・富山国際会議場）
- 第8回日本蘇生科学シンポジウム J-ReSS （2015年6月4日、富山市、富山県民会館）
- 第3回国際ETSワークショップ (3rd International Workshop of Emergo Train System)（2015年6月6日、富山市、富山県民会館）
- 第15回日本組織移植学会総会・学術集会（2016年8月26-27日、富山国際会議場）
- 第26回日本意識障害学会学術集会（2017年7月7-9日、富山国際会議場 ）
- 第4回日本救護救急学会学術集会（2018年10月20-21日、富山大学黒田講堂）
- 第23回日本脳低温療法・体温管理学会学術集会（2020年9月11-12日、富山大学黒田講堂）

## 共著
- 『ISLSコースガイドブック』（へるす出版、2006年） ISBN 978-4892695599
- 『PSLSコースガイドブック』（へるす出版、2007年） ISBN 978-4892695650
- 『災害・健康危機管理ハンドブック』（診断と治療社、2007年） ISBN 978-4787815316
- 『外傷初期診療入門セミナー』（中山書店、2007年） ISBN 978-4521730004
- 『必携 NBCテロ対処ハンドブック』（診断と治療社、2008年）
- 『PCECコースガイドブック』（へるす出版、2008年） ISBN 978-4892696183
- 『DCLSコースガイドブック』（へるす出版、2009年） ISBN 978-4892695803
- 『PSLSコースガイドブック』第2版（へるす出版、2009年） ISBN 978-4892696381
- 『緊急度判定支援システム CTAS 2008 日本語版/ JTASプロトタイプ』（へるす出版、2010年） ISBN 978-4892697029
- 『患者さんのどんなサインも見逃さない！救急外来トリアージ実践マニュアル』（メディカ出版、2010年） ISBN 978-4840430838
- 『エマルゴトレインシステムEmergo Train Systemマニュアル』（へるす出版、2011年） ISBN 978-4892697173
- 『緊急度判定支援システムプロバイダーマニュアル―CTAS 2008日本語版/JTASプロトタイプ』（へるす出版、2011年） ISBN 978-4892697180
- 『緊急度判定支援システムJTASガイドブック2012』（へるす出版、2012年） ISBN 978-4892697777
- 『ISLSガイドブック2013』（へるす出版、2013年） ISBN 978-4892698101
- 『ACECガイドブック2014』（へるす出版、2014年） ISBN 978-4892698125
- 『JTAS指導者テキスト-緊急度判定支援システム』（へるす出版、2014年） ISBN 978-4892698224

## 翻訳
- 『事故・災害時のMCガイド』（中山書店、2008年） ISBN 978-4521730349
- 『有害事象の報告・学習システムのためのWHOドラフトガイドライン』（へるす出版、2011年） ISBN 978-4892697364